# Tunellite
La tunellite est un corps minéral cristallin, un hexaborate de strontium hydraté de formule SrB6O9(OH)2 · 3 H2O. 

## Description
D'un point de vue cristallochimique, il s'agit d'un phyllo-hexaborate hydraté. Il forme un groupe homosymétrique avec la nobléite CaB6O9(OH)2 · 3 H2O où les cations calcium remplacent les ions strontium.
Ces cristaux prismatiques, le plus souvent incolores et transparents, à l'éclat vitreux, appartiennent au système cristallin monoclinique. Ils ne sont pas fluorescents.
D'un point de vue mécanique, les longs cristaux sont flexibles et sécables.

## Gîtologie
La tunellite est un minéral secondaire rare, plus fréquent dans les dépôts de borates. En association avec d'autres évaporites comme l'inderite, la kurnakovite, l'ulexite, l'hydroboracite, la colémanite, la célestine mais aussi le réalgar, la stibnite, l'analcime.
La découverte date du début des années 1960, en particulier par la publication de 1961 citée. Des échantillons avaient été collectés dans la vallée de la Mort, et surtout au voisinage du lac Searles à l'US borax mine, Boron, district de Kramer dans le comté de Kern en Californie. Les échantillons du géotype sont conservés à la Smithsonian Institution, en particulier au Musée de minéralogie et de géologie de Washington.
Son nom honore le géologue George Gerard Tunell, professeur à l'université de Californie, Los Angeles, et président de la Mineralogical Society of America, en 1950.